# 千代の富士物語
『千代の富士物語』（ちよのふじものがたり）は、関西テレビ製作、フジテレビ系列の『花王ファミリースペシャル』（日曜21:00 - 21:54）枠で3部・8回にわたって放送された、短編シリーズのテレビドラマ。
日本の大相撲力士・千代の富士貢の半生を描いた伝記ドラマである。

## 作品概要
千代の富士の現役引退（1991年5月14日）を機に制作されたドラマ。史上初の通算1,000勝を達成、国民栄誉賞も獲得するなど、日本の大相撲界に燦然と輝く大偉業を成し遂げた千代の富士の少年時代から、駆り出された町内相撲大会がきっかけで九重親方にスカウトされ力士として入門、そして大相撲史上に残る大横綱となるまでの過程を、実話を基として描いた。全シリーズに共通してオープニングに、監修を務めた向坂松彦の千代の富士に対するインタビューや解説があり、その後に展開されるドラマの内容を暗示させる構成となっている。
エンディングテーマを、同じ北海道出身・同い年の友人である松山千春が担当し、第1部では黒柳徹子がナレーションを担当した。なお、当番組のエンディングテーマは千代の富士の死去後にお別れの会が両国国技館で開催された際に松山が披露している。

## あらすじ
第1部
北海道で貧しい漁師の家に生まれた秋元貢は、陸上競技でオリンピックに出場する夢を持っていたが、町内相撲大会をきっかけに九重部屋にスカウトされ、「卒業までの半年間、東京の中学校に通わせる」という誘い文句に乗り、家族と離れて上京する。貢は相撲取りになる気はまったくなかったが、親代わりの九重親方（元横綱千代の山）とおかみさんの熱意に負け、新弟子検査を受け「千代の富士」として角界入りする。まだ華奢で粗削りだったが、闘志漲る顔立ちから「ウルフ」というニックネームを付けられる。
第2部（青春篇）
千代の富士は少年から大人の力士へと成長していくが、肩の脱臼癖に泣かされ幕内に定着できず、師である九重親方を病で亡くす。くすぶる千代の富士に対し、部屋を継承した九重親方（元横綱北の富士）は怪我をしない取り口を覚えるよう助言する。そんな折、九州で出逢ったファッションデザイナー見習いの久美子に一目惚れし、生涯のパートナーとして歩み始める。千代の富士は脱臼予防のためトレーニングで筋肉の鎧をまとい、瞬発力を活かした速攻相撲を身につけ、破竹の勢いで初優勝と大関昇進を果たし、日本全国に「ウルフフィーバー」を巻き起こす。
第3部（栄光への道）
綱取りを目指す千代の富士は、苦労人の両親に新居を贈ろうと奮起し、相撲に集中するためしばし久美子と距離を置く。ついに第58代横綱の地位に到達すると、晴れて久美子と結婚し、子宝にも恵まれ、土俵では53連勝など「小さな大横綱」への道を邁進する。試練の時は1989年…肩を脱臼して休場する間に、生まれたばかりの末娘が急死する。しかし、千代の富士は心身ともどん底の日々から再起し、劇的な復活優勝を果たして、国民栄誉賞を授与される。

## 放送日時
- 第1部（無印）1991年6月2日から6月23日
- 第2部「青春篇」1992年2月2日・2月9日
- 第3部「栄光への道」1992年10月4日・10月11日

第3部第1回は日曜21:00 - 22:24の30分拡大版で放送、そして第2回は日曜21:30 - 22:24と30分繰り下げて放送した。
また、千代の富士の死去から1年後の2017年7月26日から7月29日にかけて、『元横綱・千代の富士一周忌企画』としてBSフジで全編再放送が行われた。

## 出演者
- 秋元貢（千代の富士貢）：山名友貴（第1部少年期）、宮下直紀（第1部）、宍戸開（第2部・第3部）
- 秋元松夫（貢の父）：橋爪功
- 秋元喜美江（貢の母）：浅茅陽子
- 秋元→小笠原佐登子（貢の姉）：滝沢幸代（第1部少女期）、坂上香織（第1部）、古村比呂（第2部・第3部）
- 進藤→秋元久美子（貢の妻）：畠田理恵（第2部・第3部）
- 千代の山雅信（九重親方）：竜雷太（第1部・第2部）
- 杉村光恵（千代の山夫人）：中田喜子
- 北の富士勝昭（井筒親方→九重親方）：梅宮辰夫（第2部）
- 若狭龍太郎：内藤武敏（第1部）
- 貢の中学校の校長：高城淳一（第1部）
- 佐登子の夫：長谷有洋（第2部・第3部）
- 久美子の父：石田太郎（第3部）
- 久美子の母：長内美那子（第3部）
- 向坂松彦：鶴田忍（第3部）
- 龍虎、大富士、柏木隆太、野村昇史、石橋雅史、久保晶、塚本信夫　ほか

　※他にも、陸上スカウトの教員役として俳優時代の阿部祐二が出演している。

## スタッフ
- 監修・第2部および第3部ナレーター：向坂松彦
- 脚本：内館牧子（第1部）、小山内美江子 （第2部）、橋本和子 （第3部）
- 監督：清水満（第1部1.2、第3部1）、中村金太（第1部3.4、第2部、第3部2）
- 第1部ナレーター：黒柳徹子
- 音楽：坂田晃一
- 主題歌：「燃える涙」　作詞・作曲・歌　松山千春
- 特別協力：九重部屋、日本相撲協会
- 映像提供：日本放送協会、日本相撲協会映画部
- 資料協力：日之出出版
- 技術協力：バスク（第1部・第3部）、東通 （第2部）
- 美術協力：フジアール
- かつら協力：アデランス
- 題字：藤沢晶子
- 第1部プロデューサー：山崎一彦（関西テレビ）、渋谷康生（総合ビジョン）
- 第2部プロデューサー：山崎一彦（関西テレビ）、千野栄彦（総合企画アンテンヌ）
- 第3部プロデューサー：山崎一彦（関西テレビ）、中井多津夫（総合企画アンテンヌ）、越智貞夫（総合ビジョン）
- 第1部制作プロデューサー：弘田九三（総合企画アンテンヌ）、越智貞夫（総合ビジョン）、佐伯和枝（総合ビジョン）
- 第2部制作プロデューサー：畔上元博（総合企画アンテンヌ）
- 製作：関西テレビ、総合企画アンテンヌ、総合ビジョン